# Сербский конституционный референдум (2006)
Конституционный референдум в Сербии прошёл 28 и 29 октября 2006 года для одобрения проекта новой Конституции Сербии. На нём был вынесен вопрос:

Вы одобряете проект новой Конституции Сербии?
Оригинальный текст (серб.)Да ли сте за потврђивање новог Устава Републике Србије?

За принятие новой Конституции высказалось подавляющее большинство избирателей (97 %) при явке 55 %.

## Конституция
В первой статье новой Конституции Сербия определялась как государство сербского народа и всех его граждан, а в преамбуле Косово определялось как провинция Сербии с существенной автономией. Впервые, начиная с 1918 года, Сербия называлась независимым государством. Кириллица стала единственным официальным алфавитом, хотя языки национальных меньшинств могли бы использоваться на местном уровне.
Основные отличия Конституции 2006 года от предыдущей Конституции 1990 года:
- Собственность могла быть частной, корпоративной и всеобщей, существовавшая ранее социальная собственность прекращалась и становилась частной.
- Иностранные граждане могли иметь имущество на праве собственности.
- Президент Сербии являлся Главнокомандующим Вооружённых сил.
- Впервые Конституция Сербии упоминала общеевропейские ценности и стандарты.
- Национальный банк Сербии становился независимым органом.
- Органы местного самоуправления получили бо́льшую самостоятельность.
- Воеводина получила экономическую автономию.
- Официальным гимном Сербии стал «Боже правде».
- Особенно защищались права потребителей, матерей, детей и меньшинств.
- Гарантировалось право каждого гражданина на получении информации общественной важности.
- Брак определялся как «союз мужчины и женщины».